# Molassa

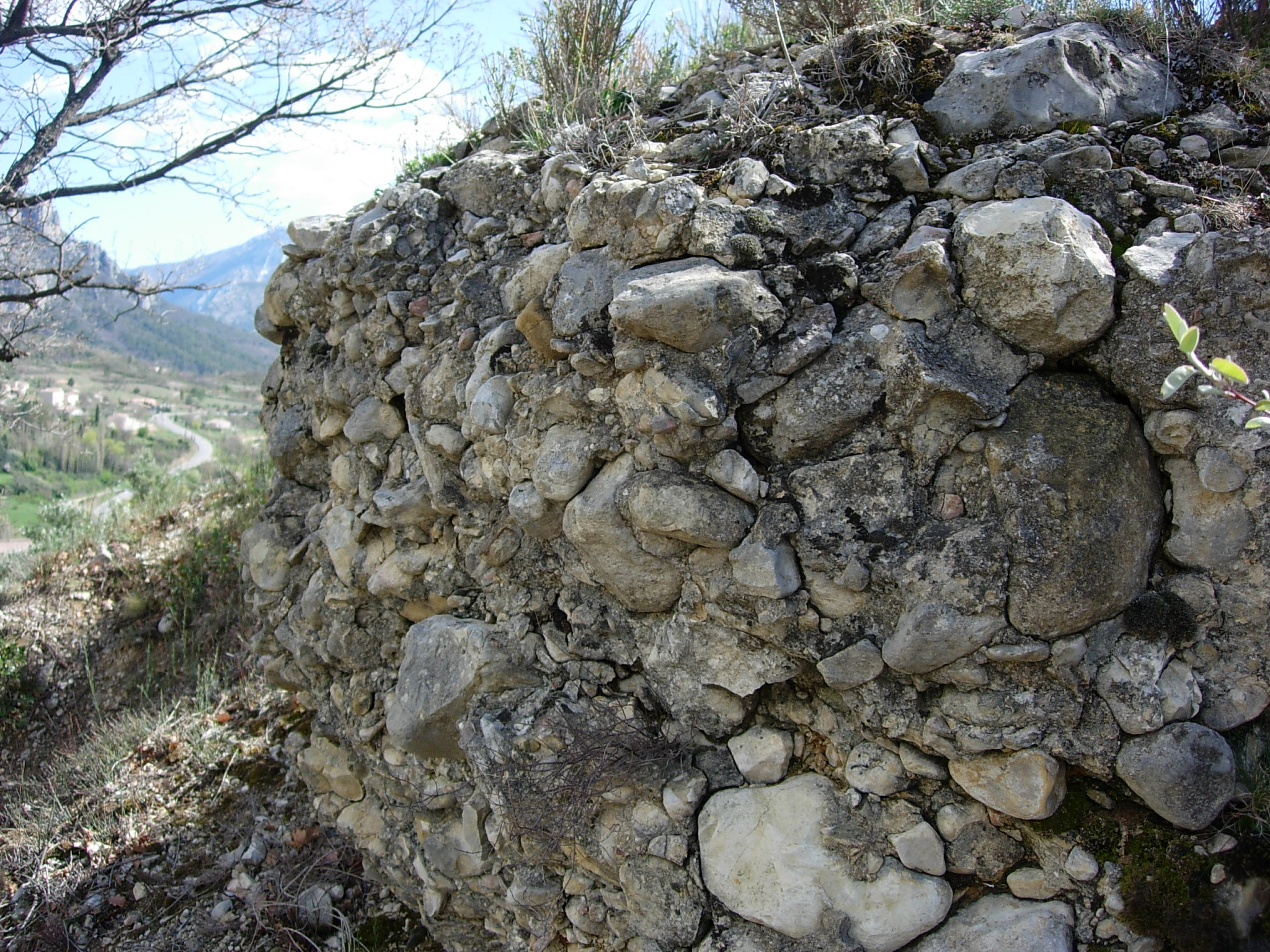
Conglomerato nel bacino molassico di Valensole, in Francia.

La molassa è un complesso sedimentario costituito da rocce sedimentarie clastiche, di carattere post-orogenico. I sedimenti molassici descritti più comunemente nella letteratura geologica sono arenarie poco cementate e quindi molto friabili, solitamente mal classate e spesso immature, e con stratificazione non sempre ben definita, che si accumulano in aree bacinali ai margini di una catena montuosa. Entro una molassa sono presenti associati diversi altri litotipi, come conglomerati, peliti, marne.

## Modelli deposizionali

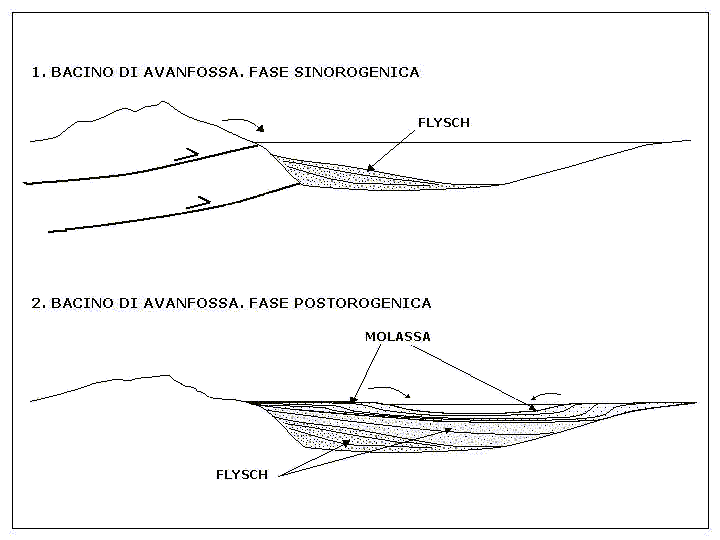
Schema concettuale di evoluzione di un bacino di avanfossa. 1. Nella fase sinorogenica il bacino è invaso principalmente da sedimenti clastici di tipo torbiditico (flysch) derivati dall'erosione dell'orogene in corso di sollevamento; 2. Nella fase postorogenica il bacino viene colmato gradualmente da sedimenti molassici clastici derivati dallo smantellamento dell'orogene ormai inattivo e dalle aree circonvicine.

Le molasse si accumulano tipicamente nelle "avanfosse", ossia in bacini paralleli ai margini di una catena montuosa in via di sollevamento, che fornisce i detriti per costituire la molassa stessa. Secondo il modello classico di avanfossa, questi bacini sono riempiti in due fasi:
- fase sinorogenica[3]. Il bacino viene colmato di sedimenti flischoidi, generalmente torbiditi di ambiente marino profondo, che si accumulano durante la fase orogenetica (cioè contemporaneamente ai movimenti tettonici).
- fase postorogenica[4]. Nel periodo successivo alla fase orogenetica, in condizioni di relativa stasi tettonica, si depongono sedimenti molassici che tendono a colmare progressivamente il bacino. L'ambiente deposizionale in questo caso è da marino marginale (costiero e deltizio) fino a continentale.

Questo modello è stato applicato diffusamente in passato (fino agli anni '70 del XX secolo). In base ad esso, le molasse erano considerate sedimenti prevalentemente continentali (lacustri e alluvionali), mentre i flysch erano considerati depositi marini. I termini clastici più grossolani (come i conglomerati) erano ritenuti tipici delle molasse, mentre i sedimenti con alternanze arenaria-pelite erano considerati tipicamente dei flysch.
Questo è dovuto soprattutto al fatto che i complessi sedimentari molassici studiati più precocemente (inizio del secolo XX) sono depositi di ambiente prevalentemente continentale (come la Molassa Svizzera dell'Oligocene-Miocene), mentre i flysch più studiati fino alla prima metà del '900 sono tipici sedimenti torbiditici marini (ad esempio i flysch appenninici).
Successivamente, si è cercato sempre più di riferire questi due termini principalmente al contesto tettonico (contemporaneità/posteriorità rispetto alle fasi orogenetiche) piuttosto che all'ambiente sedimentario o ai tipi litologici. Questo tentativo ha però evidenziato la difficoltà di legare la nomenclatura stratigrafica alle fasi tettoniche, anche alla luce della rapida evoluzione degli studi e dei modelli strutturali: sedimenti noti in passato come molasse (ad esempio la Gonfolite lombarda, nota in passato come Molassa Sudalpina, o la stessa Molassa Svizzera) si sono infatti rivelati almeno in parte sin-orogenici, mentre al contrario, non è detto che un sedimento flyschoide sia sempre sin-orogenico.
Conseguentemente nella letteratura geologica recente (degli ultimi 30-40 anni) e attuale, questa terminologia è stata sostanzialmente abbandonata nell'accezione originale, e viene utilizzata solo per citare unità stratigrafiche storicamente note come flysch o molasse (come negli esempi sopra citati).